# Спонхайм (графство)
Графство Спонхейм (нем. Grafschaft Sponheim) — государство в составе Священной Римской империи, существовавшее с XI в. по 1804 г. Входило в Верхнерейнский округ

## География
Территория располагалась примерно между реками Рейн, Мозель и Наэ вокруг горного массива Хунсрюк. Граничило с Трирским курфюршеством на севере и западе, Рауграфштадтом, курфюршеством Майнца и Курпфальцем на востоке и графством Фельденц на юге и западе.

## История

### Появление
Семья Спанхеймов, или Шпанхейм (нем. Spanheimer) упоминается с XI в. Есть две основные ветви, чьё точное родство до сих пор является темой для дискуссий: ветвь герцогов Каринтии происходит от Зигфрида I, сохранившая за собой графство Спонхейм рейнская ветвь происходит от Стефана I.
Графство произошло от различных владений, которые были объединены в руках семьи, включая графства Нелленбург и Штромберг и юрисдикцию Гауграфенов Тречиргау (династия Бертольдов-Безелин). Комитальный офис Спонхейма предположительно произошел от комитального офиса Тречиргау. Семья графов Спонхейм основала монастырь Спонхейм в 12 веке, где в 11 веке уже была построена церковь. Аббат из Спонхейма Иоганн Тритемий вел хронику графов Спонхейма и собрал большую коллекцию документов по истории этого района.

### Первые разделы, появление Верхнего и нижнего графств (XIII—XV вв.)

Герб Нижнего графства Спонхейм.

Около 1225 года графство было разделено на две части, и каждая часть управлялась отдельной ветвью Спонхеймов. Линия Спонхейм-Штаркенбург управляла Верхним или Дальним графством Спонхейм (Hintere Grafschaft Sponheim), основанным на Штаркенбурге, а линия Спонхейм-Кройцнах — Нижним или Передним графством Спонхейм (Vordere Grafschaft Sponheim) на базе Кройцнаха.
Этот раздел произошел среди сыновей графа Готфрида III Спонхеймского, погибшего в Пятом крестовом походе. Готфрид женился на Адельхайде Сайнской, сестре последнего графа Зайна Генриха III. Его имущество было разделено между сыновьями Иоанном I (унаследовал графство Зайн и Верхнее графства Спонхейм, проживая сначала в замке Штаркенбург, а с 1350 г. — в замке Гревенбург в Трарбахе), Генрихом (женился на наследнице Хайнсбергов, получил часть наследства Зайнов и стал основателем династии Спонхеймов сеньоров Хайнсберга) и Симоном I (получил Нижнее графство и поселился в замке Каузенбург недалеко от Кройцнаха).
Сыновья Иоанна I разделили имение своего отца в 1265 г. Готфрид получил графство Зайн, прямыми наследниками которого сегодня являются графы Сайн-Витгенштейн. Граф Спонхейм-Штаркенбург Генрих I стал наследником Верхнего графства Спонхейм.
Обе территории сильно укреплялись на протяжении веков, о чём свидетельствует существование около 21 замка или руин, многие из которых можно посетить и сегодня. Вражда с курфюрстами Майнца и Трира была обычным явлением, что породило юго-западные немецкие легенды, такие как рассказ о Мишеле Морте. Верхние и Нижние графства также иногда враждовали друг с другом: во время спора между немецкими королями Фридрихом III и Людовиком IV Верхнее графство поддержало Людовика, а Нижнее — Фридриха. Победа Людовика привела к политическому укреплению Верхнего Спонхейма. Примерно в то же время Нижнее графство было административно разделено по лесу Сунвальд между братьями Иоанном II из Спонхейм-Кройцнах и Симоном II из Спонхейм-Кройцнах. Граф Вальрам Спонхейм-Кройцнах воссоединил Нижнее графство, был известен участием во многих войнах и конфликтах, в том числе и распрях среди Спонхеймов.

### Комментарии
1. ↑  The County of Sponheim included throughout its history the following fortifications: Allenbach, Alt-Wolfstein, Argenschwang, Birkenfeld, Böckelheim, Dill, Tannenfels, Ebernburg, Frauenburg, Gemünden/Hunsrück, Grafendahn, Grevenburg, Gutenberg, Herrstein, Kastellaun, Koppenstein, Kreuznach, Naumburg, Sponheim, Starkenburg, Winterburg, Zollburg